# Lepurko
Lepurko ist ein Verwaltungsbezirk (Ward) des Distrikts Monduli in der tansanischen Region Arusha.

## Geografie
Lepurko liegt im Norden von Tansania, etwa 50 Kilometer westlich der Regionshauptstadt Arusha. Der Südosten ist hügelig in etwa 1400 Meter Seehöhe, nach Westen steigt das Gebiet Richtung Losimingur auf 1800 Meter an, im Norden liegt der 2300 Meter hohe Mt. Burka.
Bei der Volkszählung 2022 lebten hier 12.988 Menschen in 3009 Haushalten.

## Gliederung
Der Bezirk besteht aus vier Gemeinden (Mtaa) mit 14 Orten (Kitongoji):
| Lepurko Shuleni - Endarara - Loyongo - Mguu wa Zuberi | Loosimingor - Engirigisi - Engiloriti - Orkisima - Noosuyan - Milimani | En'garooji - En'garooji - Endupasat - Mlimani | Nanja - Mguu wa Zuberi - Noondimito - Nanja |

## Wirtschaft und Infrastruktur
- Gesundheit: Im Bezirk liegen drei staatliche Apotheken, eine in Lepurko,[6] eine in En'garooji[7] und eine in Nanja.[8]
- Verkehr: Durch den Südosten des Bezirks verläuft die asphaltierte Nationalstraße T5, die Arusha im Osten mit dem Westen von Tansania verbindet.[9]

## Sonstiges
Das Soziales Hilfswerk für Tansania in Bludenz unterstützte 2008 den Bau einer Volksschule in Nanja.